# 栄之尾温泉
栄之尾温泉（えいのおおんせん、えのおおんせん）は、鹿児島県霧島市（旧国大隅国）の霧島温泉郷を構成する温泉の一つ。渓流に湧く林間の露天風呂、緑渓湯苑で知られる。
標高810メートルの位置にあり、霧島山中腹の「栄之尾」と呼ばれる地の渓谷沿いに点々と湧く温泉である。隣接する林田温泉のホテルである「霧島いわさきホテル」によって渓流沿いに8つの露天風呂が「栄之尾温泉 緑渓湯苑」として整備されており、夕方と夜間の2回、時間を定めて供されている。また、緑渓湯苑はホテルから歩いて5分ほどの距離で、浴衣等を着用しての入浴となる。なお、寒冷地であるため冬季は閉鎖される。
2010年（平成22年）、当地でNHK大河ドラマ「龍馬伝」の撮影が行われた。

## 泉質
- 単純酸性温泉

## 歴史
延享元年（1744年）、安藤仲兵衛国広による発見と伝わり、以来湯治場として栄えた。
薩摩藩主の島津斉彬、島津忠義が入湯するなど為政者とのかかわりも深く、1861年（文久元年）には島津忠義が本陣を開設している。また、1866年（慶応2年）には当地で長期療養中の小松帯刀を吉井友実の案内で坂本龍馬・お龍夫妻が訪ねたエピソードは広く知られている。
第二次世界大戦前は、若山牧水や与謝野晶子らも訪れている。
1934年（昭和9年）3月1日、林田温泉・林田熊一の所有となる。1999年（平成11年）以降は、霧島いわさきホテルの施設として利用されていた。

## 交通
最寄りの「いわさきホテル」バス停までの交通を記す。なお、同バス停からは徒歩約5分である。
- 空路 - 鹿児島空港から霧島行きの路線バス（鹿児島交通）で約43分。
- 鉄道 - JR日豊本線霧島神宮駅から路線バス（鹿交）で約20分。

## ギャラリー

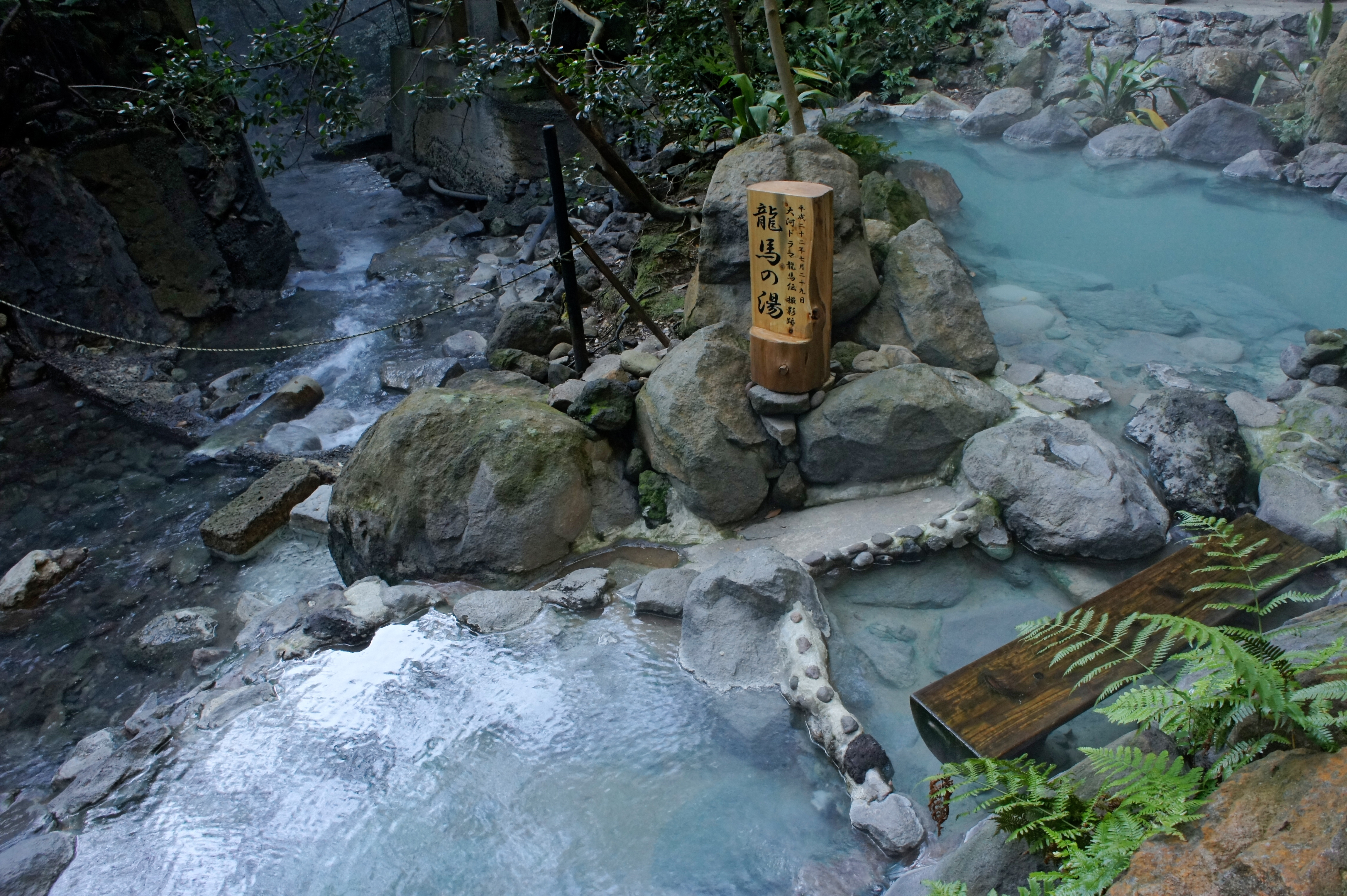
龍馬の湯
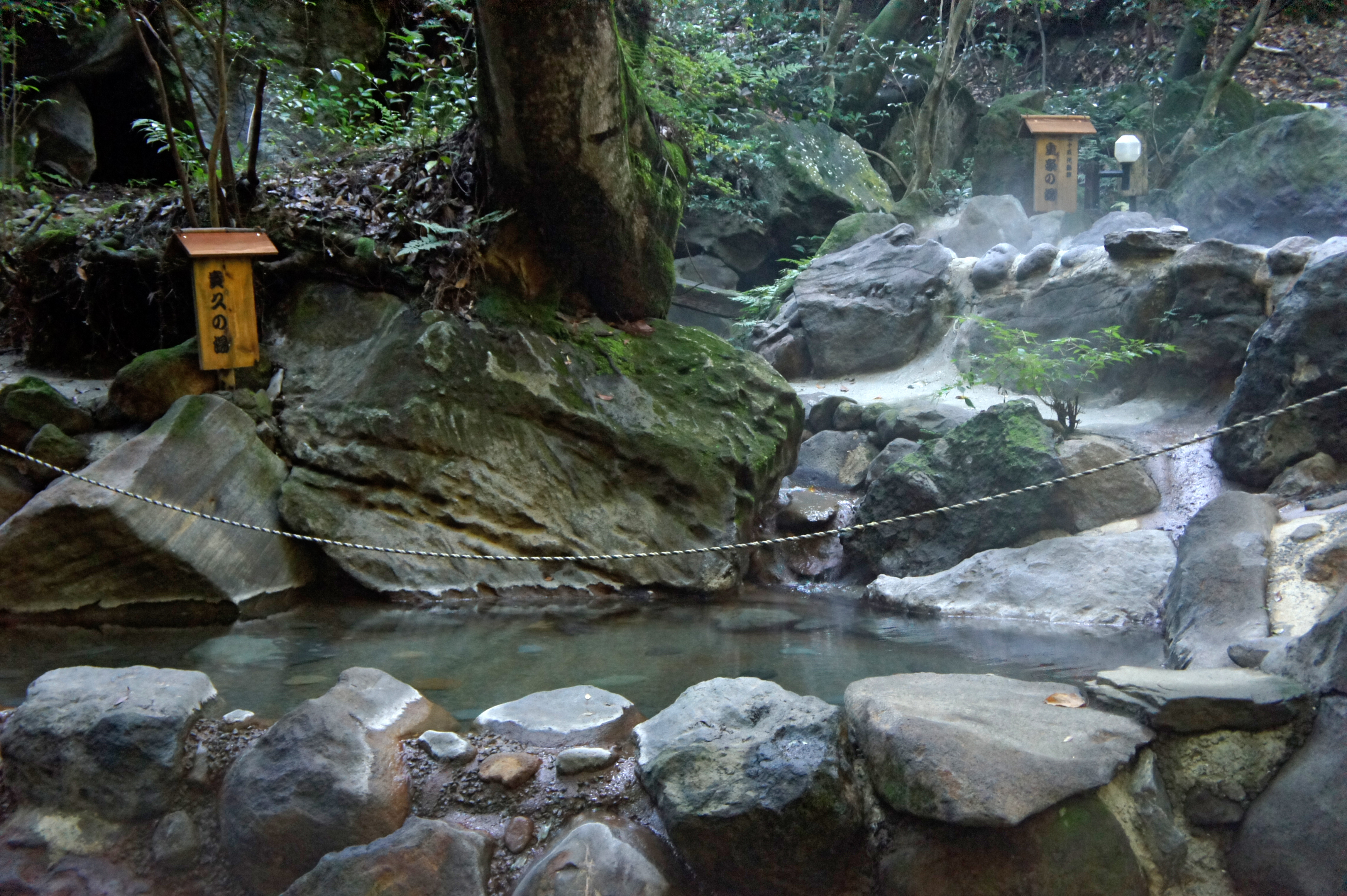
光久の湯、重豪の湯
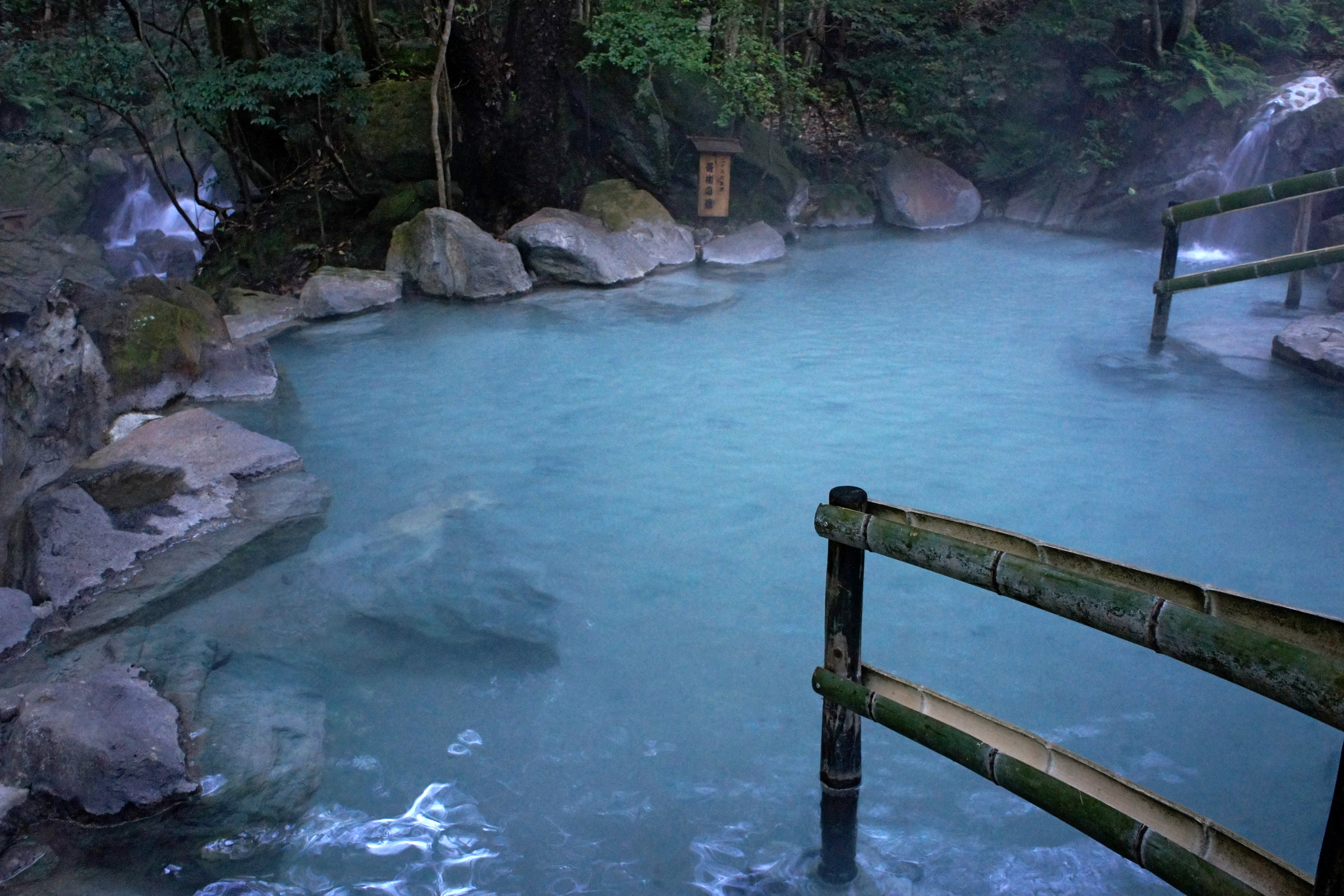
斉彬の湯
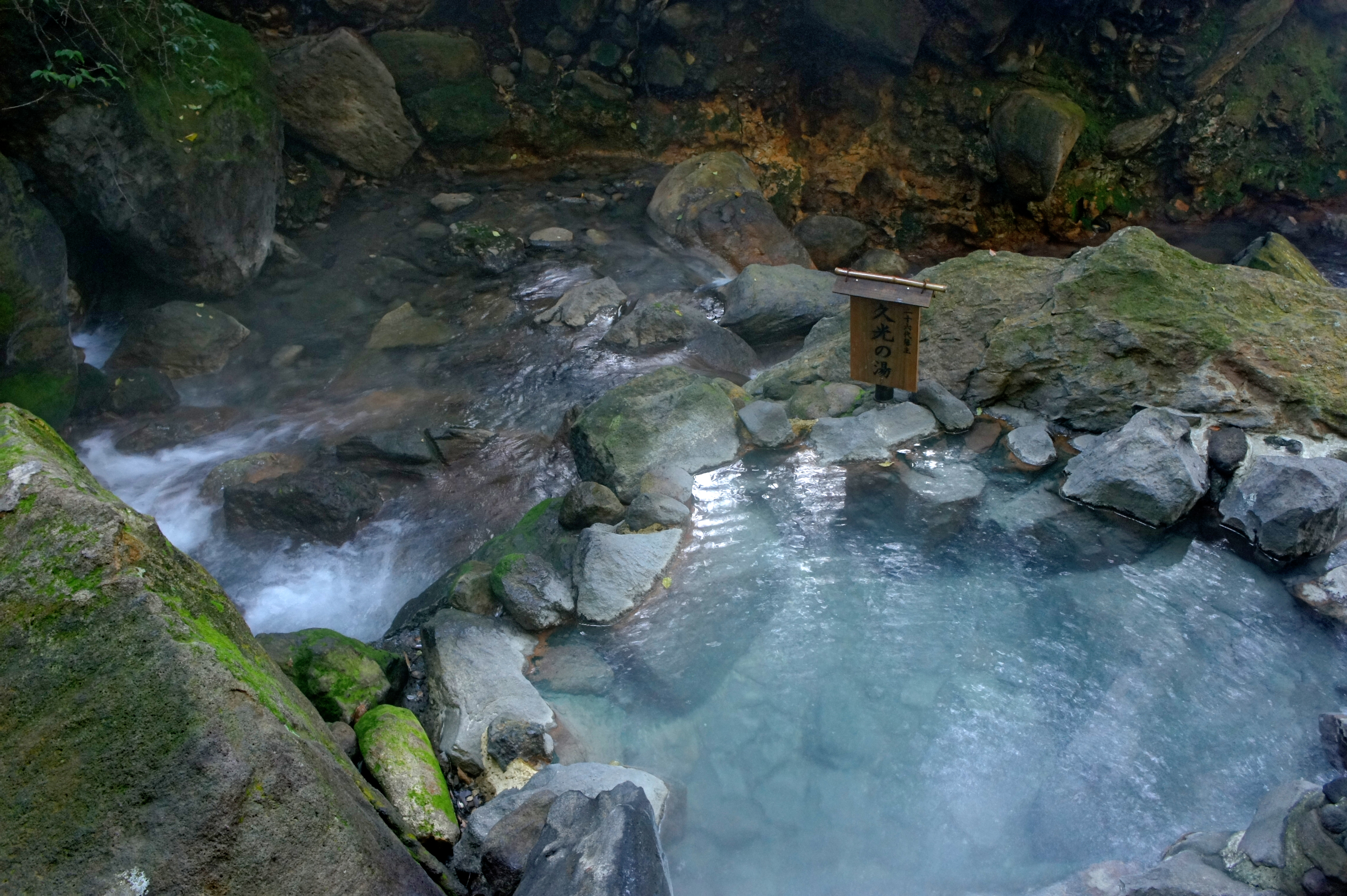
久光の湯